# Ойстейн Дріллестад
Ойстейн Дріллестад (норв. Øystein Drillestad, нар. 22 січня 1970) — норвезький футболіст, що грав на позиції півзахисника.

## Клубна кар'єра
Він племінник Бйорна Дріллестада. У дорослому футболі дебютував виступами за команду «Роде», в якій грав до кінця 1989 року.
У сезоні 1990 року грав за вищоліговий «Мосс», але у команді не закріпився і повернувся в «Роде».
Завершував кар'єру футболіста виступами за команду «Сарпсборг» у 1997 році.

## Виступи за збірні
1988 року дебютував у складі юнацької збірної Норвегії (U-18). З командою U-20 взяв участь у молодіжному чемпіонаті світу 1989 року в Саудівській Аравії, де зіграв у 2 іграх, відзначившись одним забитим голом.
1989 року залучався до складу молодіжної збірної Норвегії. На молодіжному рівні зіграв в одному офіційному матчі.